# جورج مقدسي
جورج أبراهام مقدسي هو مستشرق أمريكي من أصول لبنانية ولد في مدينة ديترويت بولاية ميشيغان في 15 مايو 1920. توفي في مديا، بنسلفانيا، في 6 سبتمبر 2002. كان أستاذا للدراسات الشرقية. درس أولاً في الولايات المتحدة، ثم في لبنان. ثم تخرج عام 1964 في فرنسا من جامعة باريس السوربون.
درس في جامعتي ميشيغان وهارفارد قبل أن يصبح أستاذ اللغة العربية في جامعة بنسلفانيا عام 1973. شغل منصب مدير قسم الدراسات الشرقية حتى تقاعده عام 1990. أصبح أستاذاً فخرياً في «الدراسات العربية والإسلامية» في جامعة بنسلفانيا في فيلادلفيا.
كان جورج مقدسي مهتمًا بشكل خاص بقضايا التعليم العالي في العالم.
نشر أعمال أبو الوفاء بن عقيل، الواضع في أصول الفقه، في ثلاثة مجلدات، نشره شتاينر فيرلاغ في شتوتغارت ، وأعاد طبعه كلاوس شوارتز.
وجزء من كتاب الفنون في مجلدين، طبع في بيروت 1970-1971.
كان عضوًا وعضوًا فخريًا في العديد من المنظمات العلمية المهنية. من بينها كان زمالة غوغنهايم مرتين. في عام 1977 شغل منصب رئيس جمعية دراسات الشرق الأوسط في أمريكا الشمالية، ومقرها الآن في توسان (أريزونا).

## بعض أعماله
لم يُترجم معظم ما كتبه المقدسي إلى العربية.
- نشأة الكليات: معاهد العلم عند المسلمين وفي الغرب، مدارات للأبحاث والنشر، 2019.
- الواضح في أصول الفقه لابن عقيل، منشورات المعهد الألماني للأبحاث، 1996.
- يوميات فقيه حنبلي من القرن الخامس الهجري: تعليقات ابن البنَّاء الحنبلي لحوادث عصره، مدارات للأبحاث والنشر، 2019.
- بغداد في القرون الوسطى، المركز الأكاديمي للأبحاث، 2014.
- نشأة الإنسانيات عند المسلمين وفي الغرب المسيحي، مدارات للأبحاث والنشر، القاهرة 2021.